# گلن مازارا
گلن مازارا (انگلیسی: Glen Mazzara؛ زادهٔ ۶ ژوئیهٔ ۱۹۶۷) یک نویسنده و تهیه‌کننده تلویزیونی اهل ایالات متحده آمریکا است. وی از سال ۱۹۹۸ میلادی تاکنون مشغول فعالیت بوده‌است.
- مردگان متحرک